# Neajlov
Le Neajlov est une rivière dans le sud de la Roumanie. Il est un affluent de la rive droite de l'Argeș et un sous-affluent du Danube. 

## Géographie
Sa source se situe à l'est de la ville de Pitești dans la plaine de Valachie au sud des Alpes de Transylvanie. Le Neajlov se jette dans l'Argeș à Comana. Les affluents du Neajlov sont Neajlovel (I), Neajlovel (en) (II), Izvor (en), Ilfovăț (en) de la rive gauche et Valea Strâmbă, Copăcel, Holboca (en), Baracu (en), Chiricanu (en), Dâmbovnic (en), Bălăria (en), Vârtop, Câlniștea (en), Dadilovăț, Gurban de la rive droite.

## Histoire
La bataille de Călugăreni d'août 1595 entre l'armée Valaque menée par Michel le Brave et l'armée ottomane menée par Koca Sinan Pacha, s'est déroulée sur les rives du Neajlov.